# Adolf von Michaelis
Adolf Heinrich von Michaelis auch Adolf August Albert Karl Wilhelm (* 2. August 1837 in Quatzow; † 20. Mai 1898 in Wiesbaden) war ein preußischer Generalleutnant.

## Leben

### Herkunft
Adolf war Angehöriger des 1787 nobilitierten und auf Quatzow in Hinterpommern begüterten Adelsgeschlecht von Michaelis. Seine Eltern waren der preußische Leutnant und Erbherr auf Quatzow, Friedrich Ernst von Michaelis (1792–1852), und dessen Ehefrau Eugenie, geborene von Bonin (1799–1872).

### Militärkarriere
Michaelis trat am 1. April 1855 in das 3. Dragoner-Regiment der Preußischen Armee ein und avancierte im April 1858 zum Sekondeleutnant. Kurzzeitig war er von Juli 1860 bis Mitte Dezember 1861 im Rheinischen Dragoner-Regiment Nr. 5 tätig und kam anschließend in das Garde-Husaren-Regiment nach Potsdam. Mit diesem Regiment nahm er 1864 am Krieg gegen Dänemark und 1866 am Krieg gegen Österreich teil. Als Rittmeister führte er die 2. Eskadron im Krieg gegen Frankreich 1870/71 in den Schlachten bei Gravelotte, Sedan, Hallue, Bapaume und Saint-Quentin sowie bei der Belagerung von Paris. Ausgezeichnet mit dem Eisernen Kreuz II. Klasse erhielt Michaelis den Charakter als Major und Mitte März 1878 das Patent zu seinem Dienstgrad. Am 10. Juli 1880 wurde er als etatsmäßiger Stabsoffizier in das 1. Leib-Husaren-Regiment Nr. 1 versetzt, bevor Michaelis am 26. März 1885 zum Kommandeur des 2. Westfälischen Husaren-Regiments Nr. 11 ernannt wurde. Er stieg bis August 1888 zum Oberst auf und erhielt am 14. Dezember 1889 das Kommando über die 6. Kavallerie-Brigade in Brandenburg an der Havel. Am 1. April 1890 wurde Michaelis zum Kommandeur der neu formierten 4. Garde-Kavallerie-Brigade ernannt und avancierte im selben Jahr zum Generalmajor. Daran schloss sich ab dem 17. April 1893 eine Verwendung als Kommandant von Spandau an. In dieser Stellung erhielt er anlässlich des Ordensfestes 1895 den Stern zum Kronenorden II. Klasse sowie am 27. Januar 1895 den Charakter als Generalleutnant. Kurz darauf wurde er am 22. März 1895 in Genehmigung seines Abschiedsgesuches mit der gesetzlichen Pension zur Disposition gestellt.

### Familie

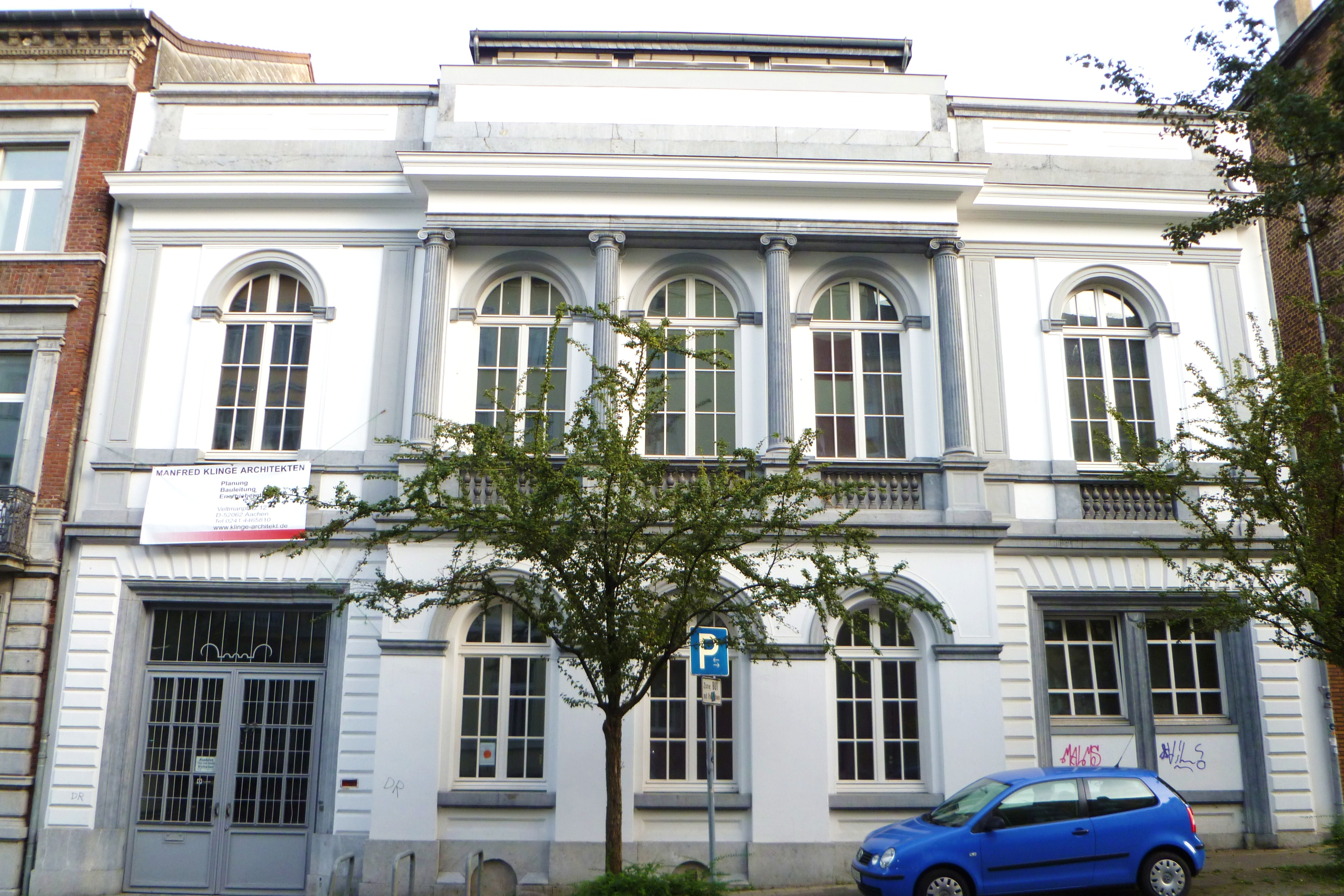
Das vom Schwiegervater Dubois de Luchet vor 1850 erbaute Haus Ritter in Aachen-Burtscheid

Michaelis vermählte sich 1868 mit Adele Dubois de Luchet (1842–1933), Tochter des Tuchfabrikanten, Handelsrichters und Kommerzienrats in Burtscheid, Alexander Dubois de Luchet. Aus der Ehe ging eine Tochter, Alexandra (1883–1967) vermählt mit Generalleutnant Ivo von Trotha (1876–1957), hervor. Michaelis’ Schwägerin Alwine Dubois de Luchet (1848–1928), heiratete 1873 Bernhard von Gustedt (1845–1917), Oberstleutnant, Direktor der Offiziersreitschule zu Hannover und Herrn auf Schakenhof.